# Robert II de Beu
Pour les articles homonymes, voir Robert II et Robert de Dreux.
Robert II, vicomte de Beu et comte de Squillache, est le fils de Robert Ier de Dreux, 1er vicomte de Beu, et de Dame Isabeau de Villebéon dame de Bagneux, la Fosse et Bagneaux, la Chapelle-Gauthier alias La Chapelle-en-Brie, dite la Chambellane, une descendante du chambellan Gauthier, fille d'Adam II de Villebéon.
Il est le 2e seigneur du nom de la branche cadette des "seigneurs de Beu" qui s'éteindra à la fin du XVIe siècle (cf. la Liste des vicomtes de Beu)

## Blason
« échiqueté d'or et d'azur à la bordure engrelée de gueules » (cf. Armorial des Capétiens).

## Origine du nom
Beu, le nom ancien de Bû (Eure-et-Loir) semble venir de l'abréviation des désignations latines Beucum ou Beutum sous lesquelles le village est cité au Moyen Âge.

## Histoire
Il épouse en premières noces (1286), Yolande de Vendôme, fille de Jean V, comte de Vendôme ? ; et en secondes noces (1306), Marguerite, fille de Pierre II ou IV de Beaumont-le-Bois, comtesse de Chamerlan.
Il aura, de son premier mariage, trois enfants :
- Marie de Dreux (v. 1288-1351) qui épouse Barthélemy Ier de Montbazon (postérité) ;
- Robert III de Dreux (v. 1290-ap. 1347), qui épouse en premières noces (1315) Béatrix de Courlandon (postérité) ; en deuxièmes noces (1325) Isabeau de Saqueville ; et en troisièmes noces (ap. 26.08.1346) Agnès de Thianges, dame de Valéry, fille de Gilles de Thianges (famille nivernaise) (postérité) ;
- Jean Ier de Dreux, seigneur de Beaussart (v. 1290) qui épouse Marguerite de La Roche, héritière de Châteauneuf et fille d'Étienne de La Roche (souche de la branche de Dreux-Beaussart, éteinte en 1590).

## Sources
- « Petite et grande histoire de Bû (Beu) »